# Большая Чудовая
Большая Чудовая — река в России, протекает в Верхнекамском районе Кировской области. Устье реки находится в 1065 км по правому берегу реки Вятки. Длина реки составляет 31 км. В 6 км от устья принимает слева реку Малая Чудовая. В верховьях также носит название Чудовка.
Исток реки в болотах в 27 км к северо-западу от города Кирс. Река течёт на юго-запад, затем на юго-восток. Всё течение проходит по ненаселённому заболоченному лесу. Впадает в Вятку в 8 км к северо-западу от города Кирс.

## Данные водного реестра
По данным государственного водного реестра России относится к Камскому бассейновому округу, водохозяйственный участок реки — Вятка от истока до города Киров, без реки Чепца, речной подбассейн реки — Вятка. Речной бассейн реки — Кама.
По данным геоинформационной системы водохозяйственного районирования территории РФ, подготовленной Федеральным агентством водных ресурсов:
- Код водного объекта в государственном водном реестре — 10010300212111100030245
- Код по гидрологической изученности (ГИ) — 111103024
- Код бассейна — 10.01.03.002
- Номер тома по ГИ — 11
- Выпуск по ГИ — 1